# گاومرغ برنزه
گاومرغ برنزه (نام علمی: Molothrus aeneus) نام یک گونه از سرده گاومرغ است.